# Universitat Aristotèlica de Tessalònica
La Universitat Aristotèlica de Tessalònica (en grec: Αριστοτέλειο Πανεπιστήμιο Θεσσαλονίκης) el seu campus cobreix 230.000 metres quadrats en el centre de Tessalònica, amb instal·lacions educatives i administratives addicionals en altres llocs. És la universitat més gran de Grècia. Va ser fundada el 1925. S'anomena així en honor del filòsof Aristòtil, que va néixer a Estagira, a uns 55 km a l'est de Tessalònica.
En aquesta universitat estudien més de 95.000 alumnes, 86.000 en pregrau i 9.000 en programes de postgrau. Els personal docent i el nombre d'investigació sumen 2.248 persones (716 professors, 506 professors associats, 576 professors ajudants, i 450 docents), el nombre de professorat científic és de 84 i el de professorat especial de laboratori de 275 persones. Ells estan recolzats per 309 membres del Laboratori de Tècnica Especial per a l'ensenyament de serveis i el personal administratiu es compon de 1028 persones.
La llengua d'instrucció és el grec, encara que hi ha programes en idiomes i cursos per a estudiants internacionals estrangers, que s'ofereixen en anglès, francès, alemany i italià.

## Departaments i facultats

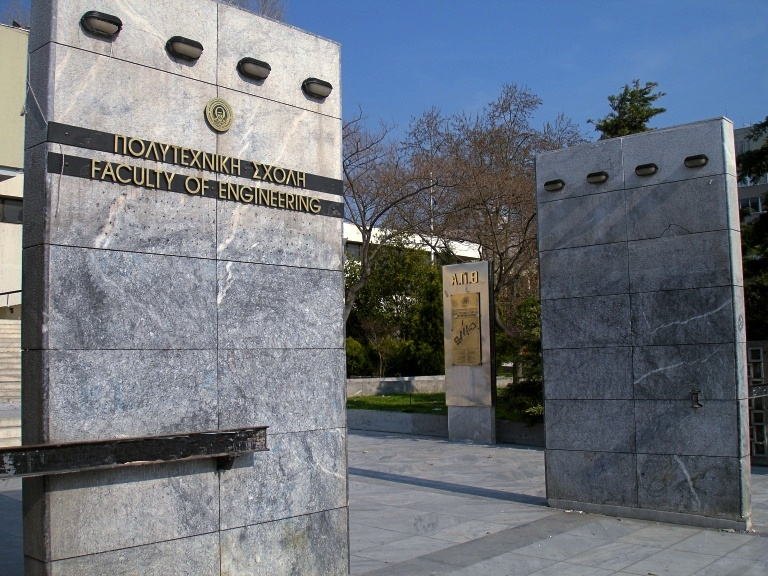
Porta d'entrada a la Universitat d'Enginyeria

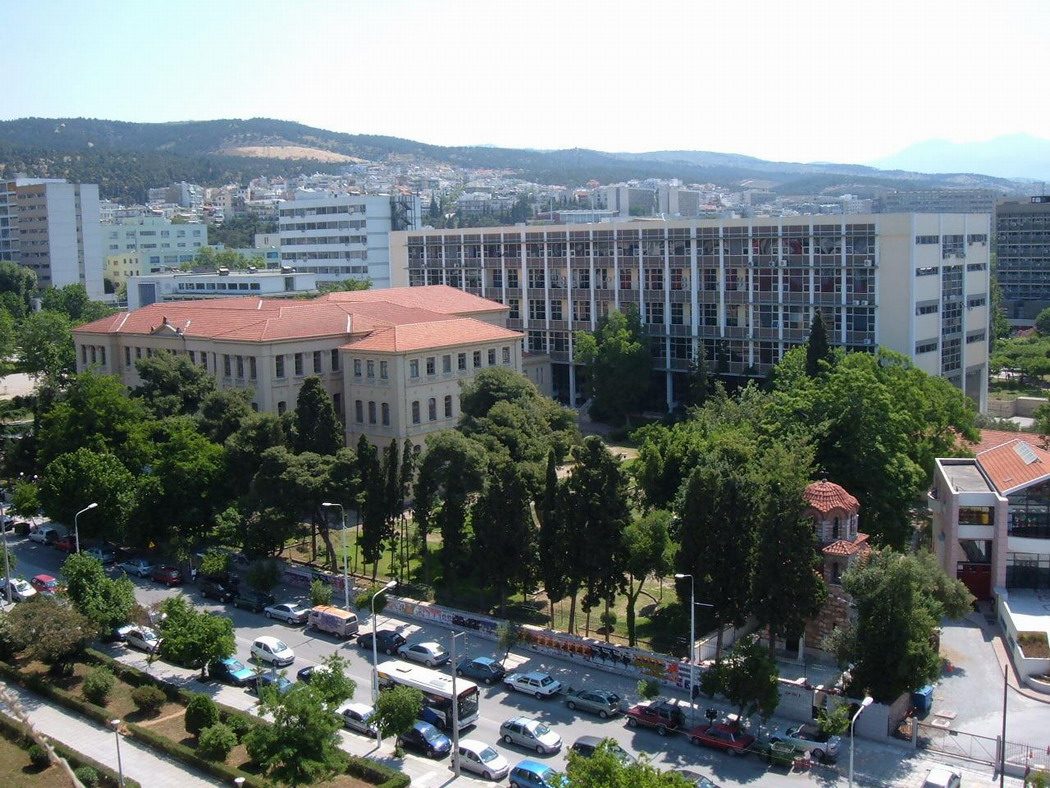
Vista general de la Universitat

La universitat té 12 facultats, que consisteix en 36 escoles:
- Facultat d'Agricultura
- Facultat d'Odontologia
- Facultat d'Educació
  - Escola d'Educació Infantil
  - Escola d'Educació Primària
- Facultat d'Enginyeria
  - Escola d'Arquitectura
  - Escola d'Enginyeria Química
  - Escola d'Enginyeria Civil
  - Escola d'Elèctrica i d'Enginyeria Informàtica
  - Escola d'Enginyeria Mecànica
  - Facultat de Matemàtica, Física i Ciències de la Computació
  - Escola de Rural i Topografia Enginyeria
  - Escola d'Ordenació del Territori i d'Enginyeria de Desenvolupament
- Facultat de Belles Arts
  - Escola d'Art Dramàtic
  - Escola d'Estudis Cinematogràfics
  - Escola d'Estudis Musicals
  - Escola d'Arts Plàstiques i Aplicades
- Facultat de Silvicultura i Medi Ambient
- Facultat de Dret, Economia i Ciències Polítiques
- Escola d'Economia
- Facultat de Dret
- Facultat de Ciències Polítiques
- Facultat de Medicina
- Facultat de Ciències
- Facultat de Biologia
- Facultat de Química
- Facultat de Geologia
- Facultat d'Informàtica
- Facultat de Matemàtica
- Facultat de Física
- Facultat de Filosofia 
  - Escola d'Anglès Llengua] i Literatura
  - Escola de Llengua Francesa i Literatura
  - Escola de Llengua Alemanya i Literatura
  - Escola d'Història i Arqueologia
  - Escola de Llengua Italiana i Literatura
- Facultat de Filologia
- Facultat de Filosofia i Pedagogia
- Facultat de Psicologia
- Facultat de Teologia
  - Escola de Pastoral Social i Teologia
- Facultat de Teologia
- Facultat de Medicina Veterinària
  - Escoles Independents
  - Escola d'Estudis dels Mitjans de Comunicació i Periodisme
- Facultat de Farmàcia
  - Escola d'Educació Física i Ciències de l'Esport

Notes: 
1. La Facultat d'Enginyeria també es coneix com la Facultat Politècnica.
2. L'Escola d'Enginyeria de Planificació i Desenvolupament Urbano-Regional es troba a Véria.
3. La Facultat de Medicina està fortament associada amb l'Hospital Universitari AHEPA.
4. Filosofia s'ensenya en general en conjunció amb la pedagogia a les universitats gregues, a diferència de les seves homòlogues estrangeres.[3]
5. Part de l'Escola d'Educació Física i Ciències de l'Esport es troba a Serres.

## Art i cultura

### Orquesta
L'«Auth. Orquestra» va ser fundada al febrer de 1999 i des d'aleshores ha participat en una gran quantitat de concerts que s'han celebrat a tota Grècia. Des de la seva creació, l'interès dels estudiants s'ha incrementat ràpidament. L'orquestra dona concerts regulars per al públic de Tessalònica durant els dies de festa nacional (25 de març, 26 d'octubre, etc.) i participa en festivals i esdeveniments internacionals.

### Cor
El nom oficial del cor de la Universitat Aristotèlica és «J. Mandakas Chorus», el nom del seu fundador, John Mandakas, que ho va crear el 1953. Avui dia el cor té un paper molt important en la vida musical i cultural de la ciutat de Tessalònica i Grècia en general. També té una presència constant als esdeveniments musicals que se celebren per tot el món, guanyant no solament el reconeixement nacional, sinó també l'internacional. Durant més de 50 anys, l'Auth. Chorus ha donat l'oportunitat a més de 4.000 estudiants i d'altres membres de la comunitat acadèmica de cultivar el seu talent musical i desenvolupar forts llaços d'amistat i col·laboració.
El cor participa regularment en concerts que se celebren durant les festes nacionals, esdeveniments diversos i festivals com el Festival d'Atenes. També organitza i participa en una gran quantitat de trobades de cors i orquestres grecs i estrangers. Finalment ha publicat nombrosos CDs i DVDs i fet un munt d'enregistraments per a la televisió i la ràdio nacional grega.
El cor ha contribuït de manera decisiva en el desenvolupament de la música coral a Grècia i en la familiarització del públic grec amb ella a través de a presentació de centenars d'obres musicals. A més a més, s'ha presentat moltes composicions gregues per primera vegada al públic, ajudant els compositors grecs per aconseguir el reconeixement internacional de les seves composicions. Des de 1964, el Cor de la Universitat Aristotèlica és membre d'Europa Cantat, la Federació Europea de cors per als joves. Els assaigs es porten a terme dins del club estudiantil amb la participació de l'orquestra de la universitat.

### Setmana de l'Estudiant
La Setmana de l'Estudiant, és un esdeveniment cultural organitzat anualment a l'interior del campus universitari. Té una durada de tres o quatre setmanes i està organitzat per més de 60 grups d'estudiants, els interessos dels quals inclouen la dansa, la música, el teatre, el cinema, els esports, la poesia, el còmic, etc. Aquest esdeveniment està obert no solament a tots els membres de la comunitat acadèmica de la universitat, sinó també a tots els ciutadans de Tessalònica.
El seu principal objectiu és promoure el talent artístic i cultural dels estudiants i fomentar la lliure expressió artística com individus o com a grup. També té l'objectiu d'enfortir les relacions humanes entre els alumnes i el personal de la universitat. L'interès dels estudiants en la Setmana de l'Estudiant ha augmentat ràpidament des de la seva creació el 1999.

### Fundació d'Art Teloglion
La Fundació d'Art Teloglion [47] va ser fundada el 1972 amb la donació de tota la fortuna i la col·lecció d'art, de Nèstor i Aliki Teloglou a la Universitat Aristotèlica de Tessalònica. Aquesta col·lecció d'art s'exhibeix ara en un edifici independent situat al costat nord del campus universitari. La Fundació és una organització sense ànims de lucre sota la supervisió de la Universitat i dirigida per un consell d'administració compost principalment per professors universitaris.
La col·lecció d'art inclou en la seva majoria obres d'artistes grecs del segle xix i XX i ara s'ha enriquit gràcies a altres donacions realitzades per persones i artistes famosos. Inclou també obres de diverses civilitzacions antigues, com a petites estàtues i ceràmica del període hel·lenístic i romà, miniatures i ceràmica perses, àrabs i xineses.
La missió de la Fundació és recolzar tots els estudis relacionats amb l'art i la recerca i ajudar el públic a familiaritzar-se amb l'art i la cultura. Això s'aconsegueix a través de l'organització de nombroses conferències, seminaris i exposicions d'obres d'art del museu.